# Фередень
Фередень, Фередені (рум. Feredeni) — село у повіті Ясси в Румунії. Входить до складу комуни Делень.
Село розташоване на відстані 344 км на північ від Бухареста, 65 км на північний захід від Ясс.

## Населення
За даними перепису населення 2002 року у селі проживали 932 особи, усі — румуни. Усі жителі села рідною мовою назвали румунську.